# 华渝生
华渝生（1953年—），重庆人，汉族，中华人民共和国政治人物、第十一届全国人民代表大会重庆地区代表。
毕业于澳门国际公开大学工商管理MBA，是中共党员。担任重庆市城市建设投资公司董事长。2008年起担任全国人大代表。